# Micropholis trunciflora
Micropholis trunciflora är en tvåhjärtbladig växtart som beskrevs av Adolpho Ducke. Micropholis trunciflora ingår i släktet Micropholis och familjen Sapotaceae. Inga underarter finns listade i Catalogue of Life.